# Constanza II de Sicilia
Constanza de Sicilia o Constanza de Suabia (Sicilia, 1248-Barcelona, 9 de abril de 1302), reina consorte de Aragón (1276-1302) y reina de Sicilia (1282-1302). Es venerada como beata por la Iglesia católica, y su fiesta se celebra el 17 de julio.

## Biografía
Era hija de Manfredo I de Sicilia y de Beatriz de Saboya (Marquesa de Saluzzo). Nieta del emperador Federico II por parte paterna y del conde Amadeo IV de Saboya por parte materna. En 1262 se casó con el infante Pedro, que más tarde se convertiría en el rey Pedro III de Aragón. Este matrimonio, que sellaba la alianza entre Aragón y Sicilia, sirvió de palanca para extender la influencia aragonesa en el Mediterráneo central en perjuicio de los intereses franceses.
Cuando Carlos de Anjou arrebató el trono de Sicilia en 1266 a Manfredo I, los principales jefes de los gibelinos sicilianos se refugiaron en la corte catalana, entre ellos las familias de los Lanza, Lauria y Prócidas. Cuando se produjo la revuelta de las Vísperas sicilianas en 1282, Constanza y Pedro III de Aragón fueron coronados como reyes de Sicilia. Pedro encargó el gobierno de la isla a la reina y a los infantes Jaime y Federico, pero Constanza prefirió dejar el gobierno en manos de sus hijos. En 1285 quedó viuda y en 1297 se trasladó a un convento de clarisas en Barcelona, donde murió en 1302.

## Sepultura
A la muerte de la reina, su cadáver recibió sepultura en el Convento de San Francisco de Barcelona, donde a lo largo de la Edad Media recibieron sepultura numerosos miembros de la familia real aragonesa, incluyendo al propio hijo de Constanza de Sicilia, Alfonso III el Liberal. Allí permaneció sepultado el cadáver de la esposa de Pedro II durante varios siglos, hasta que en 1835 el Convento de San Francisco fue demolido, y la mayoría de los restos de las personas reales allí sepultadas, incluyendo a la reina Constanza y a su hijo Alfonso, fueron trasladados a la Catedral de Barcelona.

En el siglo XX, los restos de la reina fueron colocados en un sepulcro, en el lado izquierdo del Altar Mayor de la Catedral de Barcelona, en el que también se encuentran los restos mortales de otras dos condesas de Barcelona y reinas de Aragón, la reina María de Chipre, esposa de Jaime II de Barcelona, y la reina Sibila de Fortiá, cuarta esposa de Pedro IV el Ceremonioso. En el mismo sepulcro también descansan los restos de la reina Leonor de Barcelona, reina de Chipre por su matrimonio con Pedro I de Chipre, y nieta de Jaime II de Barcelona. Los sepulcros, en los que los restos de las reinas fueron depositados en 1998, fueron realizados por el artista catalán Frederic Marès.

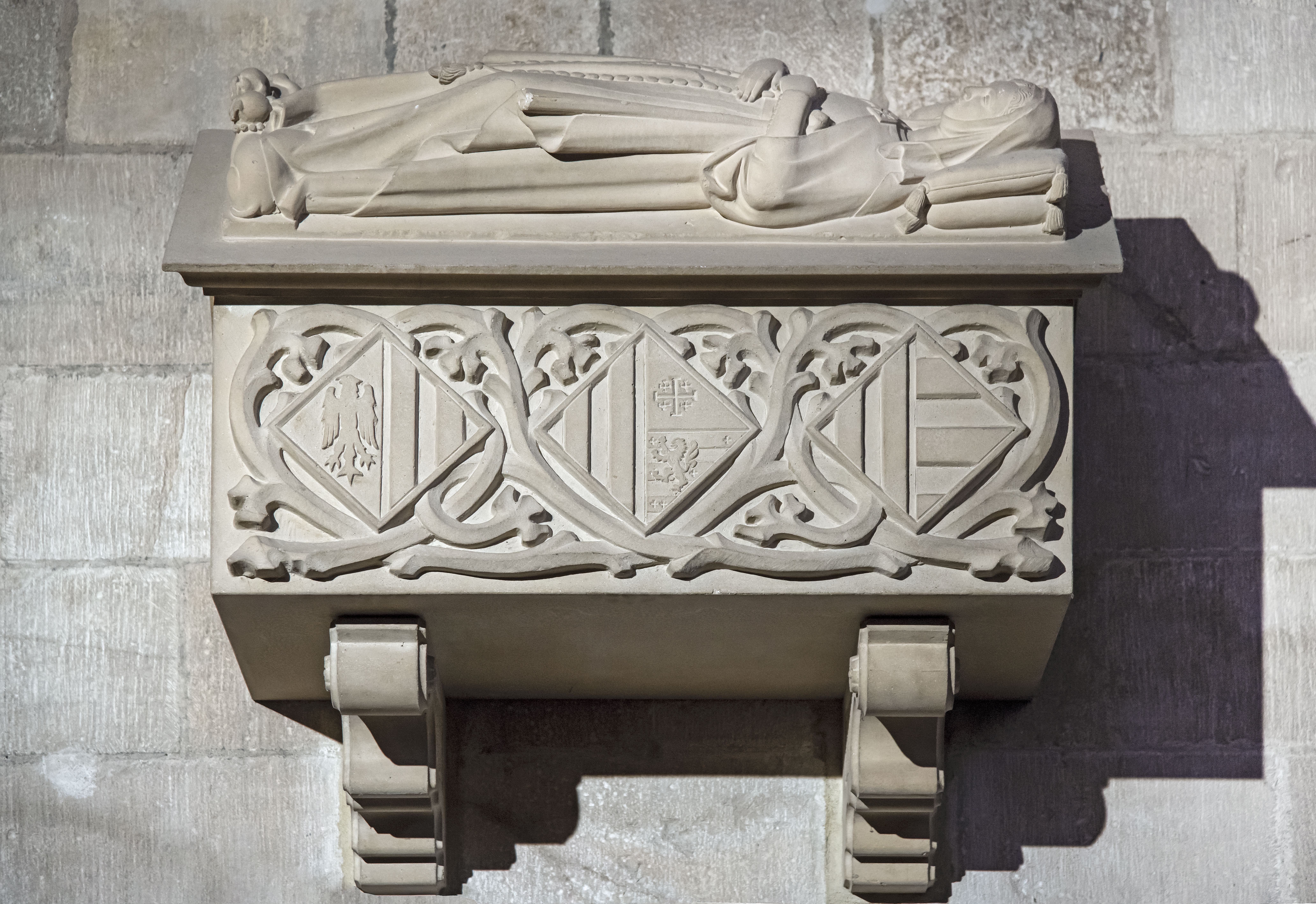
Sepulcro de la reina Constanza de Sicilia, esposa de Pedro III el Grande, en la Catedral de Barcelona.

## Matrimonio y descendencia
La boda entre Constanza y Pedro se celebró en la catedral de Montpellier el 13 de junio de 1262. De este matrimonio nacieron los siguientes hijos:
- Alfonso III de Aragón (1265-1291), rey de Aragón, Valencia, Mallorca y conde de Barcelona.
- Jaime II de Aragon (1267-1327), rey de Aragón, Valencia, Mallorca, conde de Barcelona, rey de Cerdeña y de Sicilia.
- La infanta Isabel de Aragon y Sicilia (1271-1336), Santa Isabel de Portugal, reina consorte de Portugal por el matrimonio en 1288 con Dionisio I de Portugal.
- Federico II de Sicilia (1272-1337), rey de Sicilia.
- La infanta Violante (1273-1302), casada en 1297 con el infante Roberto de Nápoles, futuro Roberto I.
- El infante Pedro de Aragon (1275-1291).

| Predecesor: Carlos I de Nápoles y Sicilia | Reina de Sicilia (junto a Pedro III de Aragón y Jaime II de Aragon) 1282-1296 | Sucesor: Jaime II de Aragón |